# Samson Raphaelson
Samson Raphaelson, nato Sampson Miles Raphaelson (New York, 30 marzo 1894 – New York, 16 luglio 1983), è stato uno sceneggiatore e commediografo statunitense.
Mentre lavorava come pubblicitario a New York, Raphaelson scrisse un racconto sui primi anni di vita di Al Jolson, The Day of Atonement, da cui poi trasse la commedia The Jazz Singer che sarebbe diventato il primo film sonoro, con lo stesso Jolson come protagonista. In seguito, Samson Raphaelson lavorò con Ernest Lubitsch in alcune commedie sofisticate come Mancia competente, Scrivimi fermo posta, Il cielo può attendere e con Alfred Hitchcock per Il sospetto

## Filmografia
- Il cantante di jazz (The Jazz Singer), regia di Alan Crosland (1927)
- L'allegro tenente (The Smiling Lieutenant), regia di Ernest Lubitsch (1931)
- L'uomo che ho ucciso (Broken Lullaby), regia di Ernest Lubitsch (1932)
- Un'ora d'amore (One Hour with You), regia di Ernst Lubitsch, George Cukor (1932)
- Une heure près de toi, regia di George Cukor e Ernst Lubitsch (1932)
- Mancia competente (Trouble in Paradise), regia di Ernest Lubitsch (1932)
- The Queen's Affair, regia di Herbert Wilcox (1934)
- Chiaro di luna (Servants' Entrance), regia di Frank Lloyd (1934)
- Carovane (Caravan), regia di Erik Charell (1934)
- La vedova allegra (The Merry Widow), regia di Ernst Lubitsch (1934)
- Caravane, regia di Erik Charell (1934)
- La Veuve joyeuse, regia di Ernst Lubitsch (1935)
- Accent on Youth, regia di Wesley Ruggles (1935)
- Ladies Love Danger, regia di H. Bruce Humberstone (1935)
- Dressed to Thrill, regia di Harry Lachman (1935)
- La fine della signora Cheyney (The Last of Mrs. Cheyney), regia di Richard Boleslawski (1937)
- Angelo (Angel), regia di Ernst Lubitsch (1937)
- Scrivimi fermo posta (The Shop Around the Corner), regia di Ernest Lubitsch (1940)
- Il sospetto (Suspicion), regia di Alfred Hitchcock (1941)
- Skylark, regia di Mark Sandrich (1941)
- Il cielo può attendere (Heaven Can Wait), regia di Ernst Lubitsch (1943)
- Ziegfeld Follies, regia di autori vari (1945)
- Le ragazze di Harvey (The Harvey Girls), regia di George Sidney (1946)
- Un matrimonio ideale (The Perfect Marriage), regia di Lewis Allen (1947)
- Il delfino verde (Green Dolphin Street), regia di Victor Saville (1947)
- La signora in ermellino (That Lady in Ermine), regia di Ernst Lubitsch e, non accreditato, Otto Preminger (1948)
- I fidanzati sconosciuti (In the Good Old Summertime), regia di Robert Z. Leonard (1949)
- Assedio d'amore (Mr. Music), regia di Richard Haydn (1950)
- Bannerline, regia di Don Weis (1951)
- Il cantante di jazz (The Jazz Singer), regia di Michael Curtiz (1952)
- Main Street to Broadway, regia di Tay Garnett (1953)
- Paura d'amare (Hilda Crane), regia di Philip Dunne (1956)
- Ma non per me (But Not for Me), regia di Walter Lang (1959)
- Il cantante di jazz (The Jazz Singer), regia di Richard Fleischer (1980)